# Henry Fillmore
Pour les articles homonymes, voir Fillmore.
Henry Fillmore est un compositeur, arrangeur, chef d'orchestre et éditeur américain né le 3 février 1881 à Cincinnati et mort le 7 décembre 1956 à Miami.

## Biographie
James Henry Fillmore (Jr.) naît le 3 février 1881 à Cincinnati (Ohio),.
Il étudie à l'Institut militaire de Miami (en) (Ohio), dont il est diplômé en 1901, ainsi qu'au Collège de musique de Cincinnati, avant de travailler comme arrangeur et compositeur au sein de la maison d'édition de musique religieuse de son père James Henry Fillmore et de ses oncles, Fred A. (en) et Charles M. Fillmore, Fillmore Brothers Co. (qui deviendra Fillmore Music House),.
Comme chef d'orchestre, il se fait connaître entre 1921 et 1926 à la tête du Syrian Temple Shrine Band de Cincinnati, avec lequel il effectue plusieurs tournées transcontinentales, puis avec son propre orchestre, le Fillmore Band, fondé en 1915, qui fait sa renommée notamment grâce à sa participation à des émissions radiophoniques régulières entre 1927 et 1934,.
En 1938, Henry Fillmore s'installe à Miami, où il dirige des ensembles à l'Orange Bowl et devient une figure du développement des orchestres scolaires en Floride. Il est président de l'American Bandmasters Association (en) de 1941 à 1946. En 1956, il reçoit le titre de Doctor of Music honoris causa de l'Université de Miami,.
Comme compositeur, il publie sous son nom mais utilise également plusieurs pseudonymes : Gus Beans, Harold Bennett, Ray Hall, Harry Hartley, Al Hayes, Will Huff et Henrietta Moore. Adepte dans ses œuvres du « trombone smear », effet humoristique de glissando au trombone, Henry Fillmore, à l'instar de John Philip Sousa, est en particulier réputé pour ses pièces de genre, Lassus Trombone, Miss Trombone et Shoutin' Liza Trombone, notamment, et ses marches, telles que Rolling Thunder, Americans We, Men of Ohio, His Honor, The Klaxon, Man of the Hour et Military Escort. Il a également compilé des chants sacrés, écrit des livres d'airs, plusieurs œuvres de musique religieuse, des hymnes et des cantates pour enfants,.
Henry Fillmore meurt le 7 décembre 1956 à Miami,.